# Indonezja na Letnich Igrzyskach Olimpijskich 2008
Indonezję na Letnich Igrzyskach Olimpijskich 2008 reprezentowało 24 sportowców w 7 dyscyplinach.
Do 26 czerwca 2008 roku 21 Indonezyjczyków wypełniło minima olimpijskie, a 3 kolejnych (Dedeh Erawati, Yosheefine Shilla Prasasti i Fibrina Ratnamarita) otrzymało dziką kartę.
Był to 13. start reprezentacji Indonezji na letnich igrzyskach olimpijskich.

## Zdobyte medale
| Medale według dni | Medale według dni | Medale według dni | Medale według dni | Medale według dni | Medale według dni | Medale według dni |
| ----------------- | ----------------- | ----------------- | ----------------- | ----------------- | ----------------- | ----------------- |
| Dzień             | Data              |                   |                   |                   | Razem             |                   |
| Dzień 0           | 8                 | —                 | —                 | —                 | —                 |                   |
| Dzień 1           | 9                 | 0                 | 0                 | 0                 | 0                 |                   |
| Dzień 2           | 10                | 0                 | 0                 | 1                 | 1                 |                   |
| Dzień 3           | 11                | 0                 | 0                 | 1                 | 2                 |                   |
| Dzień 4           | 12                | 0                 | 0                 | 0                 | 2                 |                   |
| Dzień 5           | 13                | 0                 | 0                 | 0                 | 2                 |                   |
| Dzień 6           | 14                | 0                 | 0                 | 0                 | 2                 |                   |
| Dzień 7           | 15                | 0                 | 0                 | 0                 | 2                 |                   |
| Dzień 8           | 16                | 1                 | 0                 | 1                 | 4                 |                   |
| Dzień 9           | 17                | 0                 | 1                 | 0                 | 5                 |                   |
| Dzień 10          | 18                | 0                 | 0                 | 0                 | 5                 |                   |
| Dzień 11          | 19                | 0                 | 0                 | 0                 | 5                 |                   |
| Dzień 12          | 20                | 0                 | 0                 | 0                 | 5                 |                   |
| Dzień 13          | 21                | 0                 | 0                 | 0                 | 5                 |                   |
| Dzień 14          | 22                | 0                 | 0                 | 0                 | 5                 |                   |
| Dzień 15          | 23                | 0                 | 0                 | 0                 | 5                 |                   |
| Dzień 16          | 24                | 0                 | 0                 | 0                 | 5                 |                   |

| Medal  | Zawodnik                     | Dyscyplina sportowa  | Konkurencja                 |
| ------ | ---------------------------- | -------------------- | --------------------------- |
| Złoto  | Markis Kido Hendra Setiawan  | badminton            | gra podwójna mężczyzn       |
| Srebro | Nova Widianto Lilyana Natsir | badminton            | mikst                       |
| Brąz   | Eko Yuli Irawan              | podnoszenie ciężarów | kategoria do 56 kg mężczyzn |
| Brąz   | Triyatno                     | podnoszenie ciężarów | kategoria do 62 kg mężczyzn |
| Brąz   | Maria Kristin Yulianti       | badminton            | gra pojedyncza kobiet       |

## Reprezentanci

### Badminton
Kobiety
| Maria Kristin Yulianti      | gra pojedyncza | Juliane Schenk (GER) W (18:21, 21:13, 22:20) | Yoana Martínez (ESP) W (21:9, 21:14) | (6) Tine Rasmussen (DEN) W (18:21, 21:19, 21:14) | Saina Nehwal (IND) W (26:28, 21:14, 21:15) | (2) Zhang Ning (CHN) P (15:21, 15:21) | (3) Lu Lan (CHN) W (11:21, 21:13, 21:15) |                |
| Vita Marissa Lilyana Natsir | gra podwójna   |                                              |                                      | (1) Yang Wei Zhang Jiewen (CHN) P (19:21, 15:21) | Nie awansowały                             | Nie awansowały                        | Nie awansowały                           | Nie awansowały |

Mężczyźni
| Imię i nazwisko                 | Konkurencja    | 1/32 finału      | 1/16 finału                             | 1/8 finału                                                 | Ćwierćfinał                                         | Półfinał                                           | Finał                                                | Finał          |
| Imię i nazwisko                 | Konkurencja    | Przeciwnik Wynik | Przeciwnik Wynik                        | Przeciwnik Wynik                                           | Przeciwnik Wynik                                    | Przeciwnik Wynik                                   | Przeciwnik Wynik                                     | Pozycja        |
| ------------------------------- | -------------- | ---------------- | --------------------------------------- | ---------------------------------------------------------- | --------------------------------------------------- | -------------------------------------------------- | ---------------------------------------------------- | -------------- |
| (7) Taufik Hidayat              | gra pojedyncza |                  | Wong Choong Hann (MAS) P (19:21, 16:21) | Nie awansował                                              | Nie awansował                                       | Nie awansował                                      | Nie awansował                                        | Nie awansował  |
| (6) Sony Dwi Kuncoro            | gra pojedyncza |                  | Boonsak Ponsana (THA) W (21:16, 21:14)  | Ville Lång (FIN) W (21:13, 21:18)                          | (2) Lee Chong Wei (MAS) P (9:21, 11:21)             | Nie awansował                                      | Nie awansował                                        | Nie awansował  |
| Luluk Hadiyanto Alvent Yulianto | gra podwójna   |                  |                                         | Keita Masuda Tadashi Ohtsuka (JPN) P (21:19, 14:21, 14:21) | Nie awansowali                                      | Nie awansowali                                     | Nie awansowali                                       | Nie awansowali |
| (1) Markis Kido Hendra Setiawan | gra podwójna   |                  |                                         | Guo Zhendong Xie Zhongbo (CHN) W (22:20, 10:21, 21:17)     | Koo Kien Keat Tan Boon Heong (MAS) W (21:16, 21:18) | Jonas Rasmussen Lars Paaske (DEN) W (21:19, 21:17) | (2) Fu Haifeng Cai Yun (CHN) W (12:21, 21:11, 21:16) |                |

Gra mieszana
| (3) Flandy Limpele Vita Marissa  | gra mieszana |  |  | Kristof Hopp Birgit Overzier (GER) W (21:12, 21:12) | Thomas Laybourn Kamilla Rytter Juhl (DEN) W (21:17, 15:21, 21:17) | Lee Yong-dae Lee Hyo-jung (KOR) P (9:21, 21:12, 17:21) | (4) He Hanbin Yu Yang (CHN) P (21:19, 17:21, 21:23) | 4 |
| (1) Nova Widianto Lilyana Natsir | gra mieszana |  |  | Han Sang-hoon Hwang Yu-mi (KOR) W (23:21, 21:19)    | Sudket Prapakamol Saralee Thoungthongkam (THA) W (21:13, 21:19)   | (4) He Hanbin Yu Yang (CHN) W (15:21, 21:11, 23:21)    | Lee Yong-dae Lee Hyo-jung (KOR) P (11:21, 17:21)    |   |

### Lekkoatletyka
Kobieta
| Imię i nazwisko | Konkurencja                | Runda kwalifikacyjna | Runda kwalifikacyjna | Półfinał       | Półfinał       | Finał          | Finał          |
| Imię i nazwisko | Konkurencja                | Czas                 | Poz.                 | Czas           | Poz.           | Czas           | Poz.           |
| --------------- | -------------------------- | -------------------- | -------------------- | -------------- | -------------- | -------------- | -------------- |
| Dedeh Erawati   | bieg na 100 m przez płotki | 13,49                | 34                   | Nie awansowała | Nie awansowała | Nie awansowała | Nie awansowała |

Mężczyzna
| Imię i nazwisko    | Konkurencja   | Pierwsza runda | Pierwsza runda | Druga runda   | Druga runda   | Półfinał      | Półfinał      | Finał         | Finał         |
| Imię i nazwisko    | Konkurencja   | Czas           | Poz.           | Czas          | Poz.          | Czas          | Poz.          | Czas          | Poz.          |
| ------------------ | ------------- | -------------- | -------------- | ------------- | ------------- | ------------- | ------------- | ------------- | ------------- |
| Suryo Agung Wibowo | bieg na 100 m | 10,46          | 41             | Nie awansował | Nie awansował | Nie awansował | Nie awansował | Nie awansował | Nie awansował |

### Łucznictwo
Kobiety
| Imię i nazwisko        | Konkurencja  | Ranking | Ranking | 1/32 finału                                   | 1/16 finału      | 1/8 finału       | Ćwierćfinał      | Półfinał         | Finał            | Finał          |
| Imię i nazwisko        | Konkurencja  | Punkty  | Miejsce | Przeciwnik Wynik                              | Przeciwnik Wynik | Przeciwnik Wynik | Przeciwnik Wynik | Przeciwnik Wynik | Przeciwnik Wynik | Pozycja        |
| ---------------------- | ------------ | ------- | ------- | --------------------------------------------- | ---------------- | ---------------- | ---------------- | ---------------- | ---------------- | -------------- |
| Rina Dewi Puspitasari  | indywidualna | 620     | 42      | Mirosława Dagbajewa (RUS) (23) 106-106 (9-10) | Nie awansowała   | Nie awansowała   | Nie awansowała   | Nie awansowała   | Nie awansowała   | Nie awansowała |
| Ika Yuliana Rochmawati | indywidualna | 621     | 41      | Jennifer Nichols (USA) (24) 101-114           | Nie awansowała   | Nie awansowała   | Nie awansowała   | Nie awansowała   | Nie awansowała   | Nie awansowała |

### Pływanie
Kobieta
- Fibrina Ratnamarita - 200 m stylem zmiennym, odpadła w rundzie kwalifikacyjnej (38. czas)

Mężczyzna
- Doni B. Utomo[5] - 200 m stylem motylkowym, odpadł w rundzie kwalifikacyjnej (44. czas)

### Podnoszenie ciężarów
Kobieta
- Raema Lisa Rumbewas - kategoria do 53 kg, zajęła 4. miejsce

Mężczyźni
- Eko Yuli Irawan - kategoria do 56 kg,  brązowy medal
- Edi Kurniawan - kategoria do 69 kg, zajął 12. miejsce
- Sandow Nasution - kategoria do 77 kg, zajął 11. miejsce
- Triyatno - kategoria do 62 kg,  brązowy medal

### Strzelectwo
Kobieta
- Yosheefine Shilla Prasasti - karabin pneumatyczny 10 m kobiet, odpadła w rundzie kwalifikacyjnej (24. miejsce)

### Żeglarstwo
Mężczyzna
| Imię i nazwisko            | Konkurencja | Wyścig | Wyścig | Wyścig | Wyścig | Wyścig | Wyścig | Wyścig | Wyścig | Wyścig | Wyścig | Wyścig        | Punkty | Pozycja |
| Imię i nazwisko            | Konkurencja | 1      | 2      | 3      | 4      | 5      | 6      | 7      | 8      | 9      | 10     | Medal         | Punkty | Pozycja |
| -------------------------- | ----------- | ------ | ------ | ------ | ------ | ------ | ------ | ------ | ------ | ------ | ------ | ------------- | ------ | ------- |
| I Gusti Made Oka Sulaksana | windsurfing | 24     | 24     | 23     | 27     | 22     | 31     | 28     | 30     | (36)   | 16     | Nie awansował | 225    | 27      |

- I Gusti Made Oka Sulaksana - windsurfing, zajął 27. miejsce